# سد چشمه زنه
سد چشمه زنه، سدی در مجاورت شهر هفشجان و در استان چهارمحال و بختیاری است. این سد بر روی چشمه زنه در دامنه قله جهان‌بین ساخته شده‌است.
حجم مخزن سد ۱٫۳ میلیون متر مکعب است و ۴۱۰ متر طول تاج سد و ۸ متر عرض تاج سد است و با ارتفاع سد حدود ۴۲ متر است.
سد چشمه زنه، مهمترین جاذبه گردشگری در شهرستان شهرکرد است.

## نگارخانه

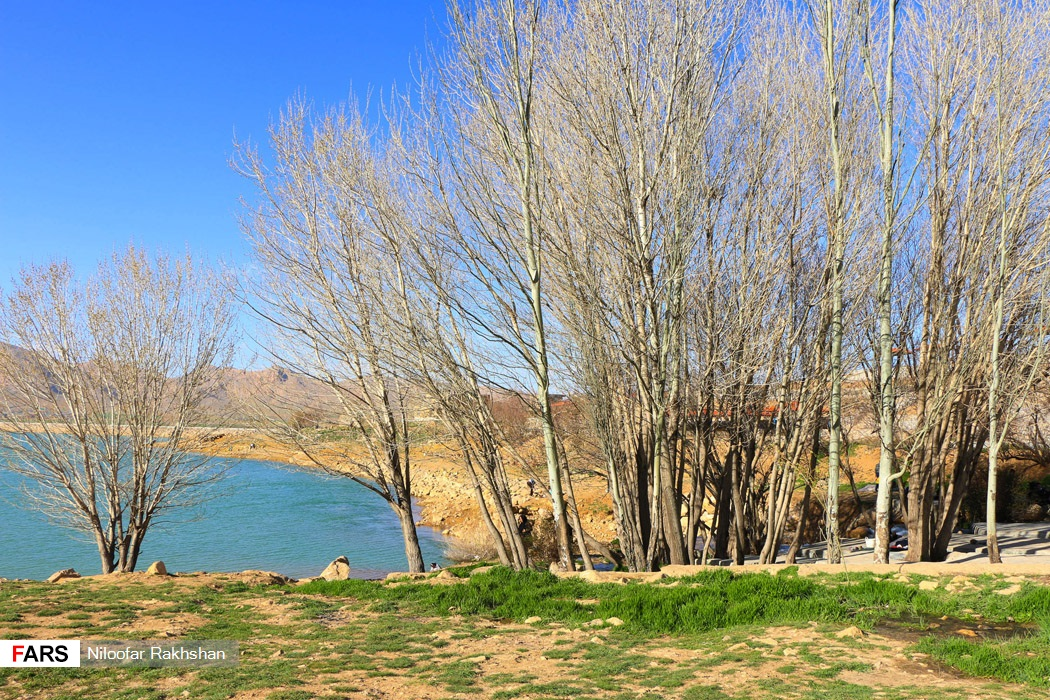
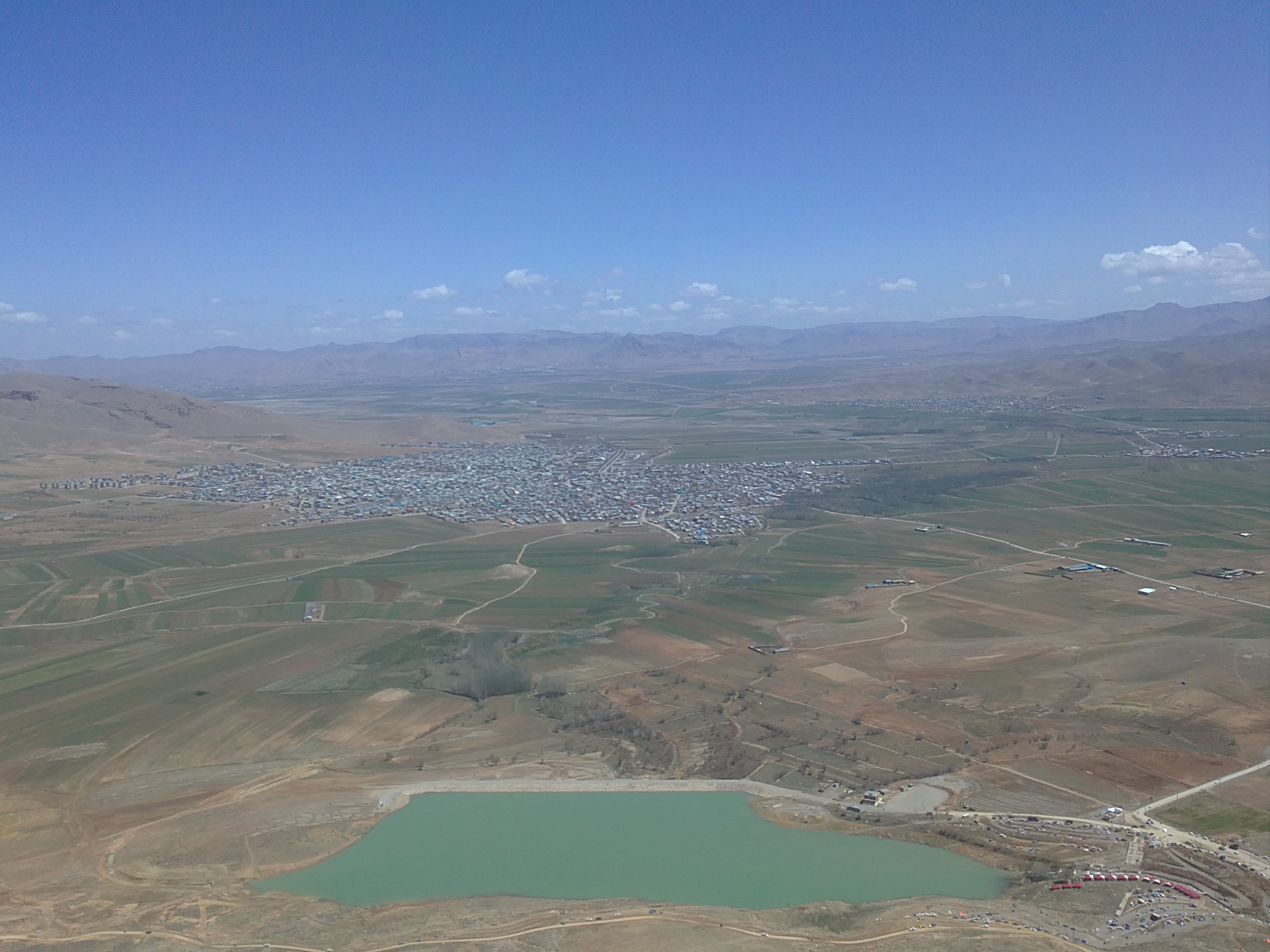
شهر هفشجان در بالا و دریاچه سد چشمه زنه در پایین
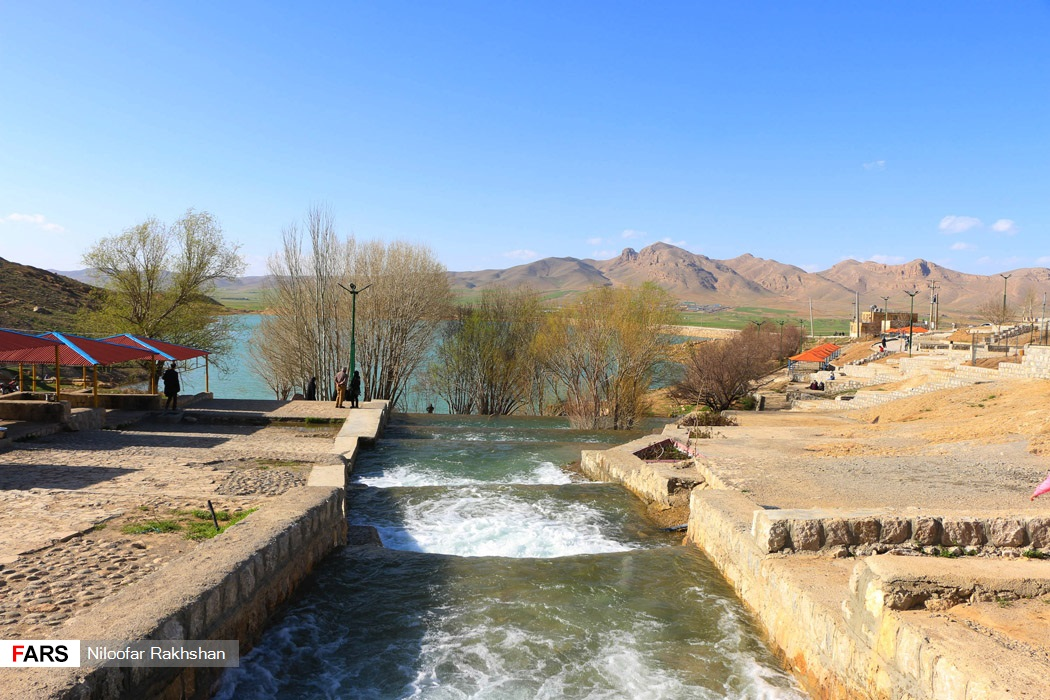
ریختن چشمه زنه به دریاچه
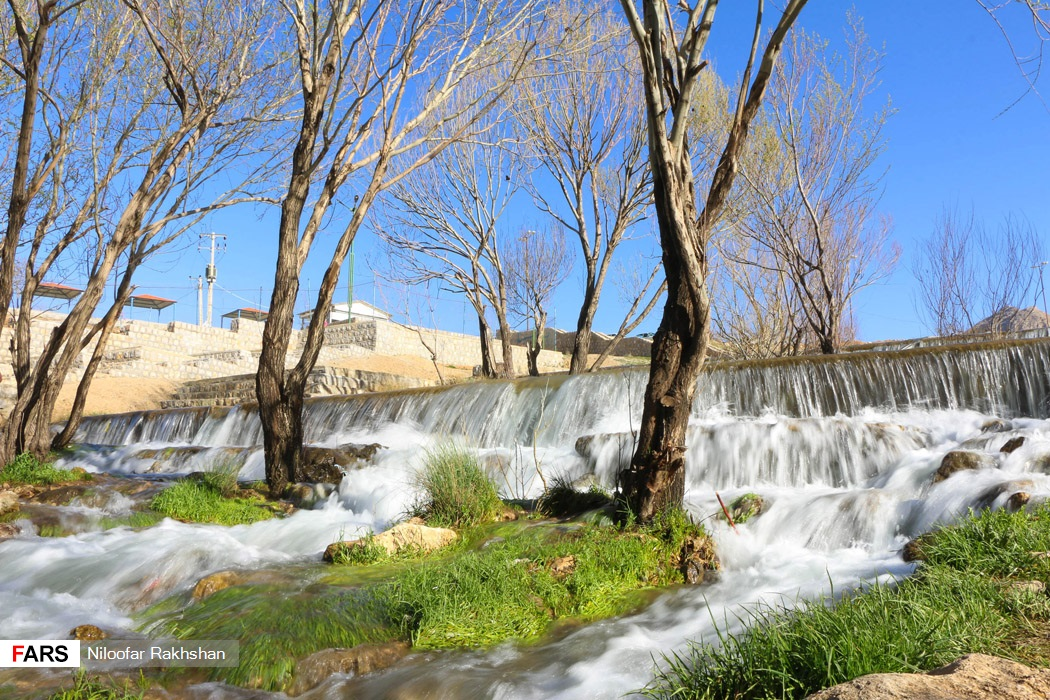
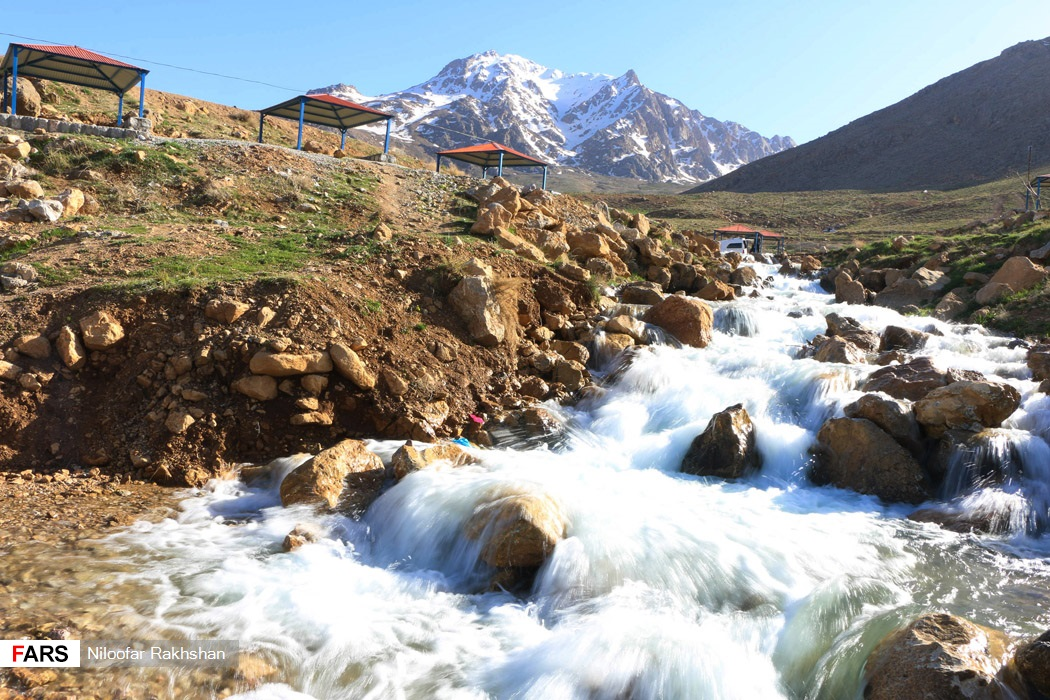